# Grünhain-Beierfeld
Grünhain-Beierfeld is een gemeente en stad in de Duitse deelstaat Saksen. De gemeente maakt deel uit van het Erzgebirgskreis.
Grünhain-Beierfeld telt 5.768 inwoners. Grünhain is de geboortestad van de Duitse barokcomponist Johann Hermann Schein.

## Geografie
Hoogste punt is de berg Spiegelwald met 728 m.
Grünhain-Beierfeld bestaat uit drie dorpen:
- Beierfeld
- Grünhain
- Waschleithe

## Bezienswaardigheden
- Kerk in Grunhain
- Rode kruis museum in Beierfeld

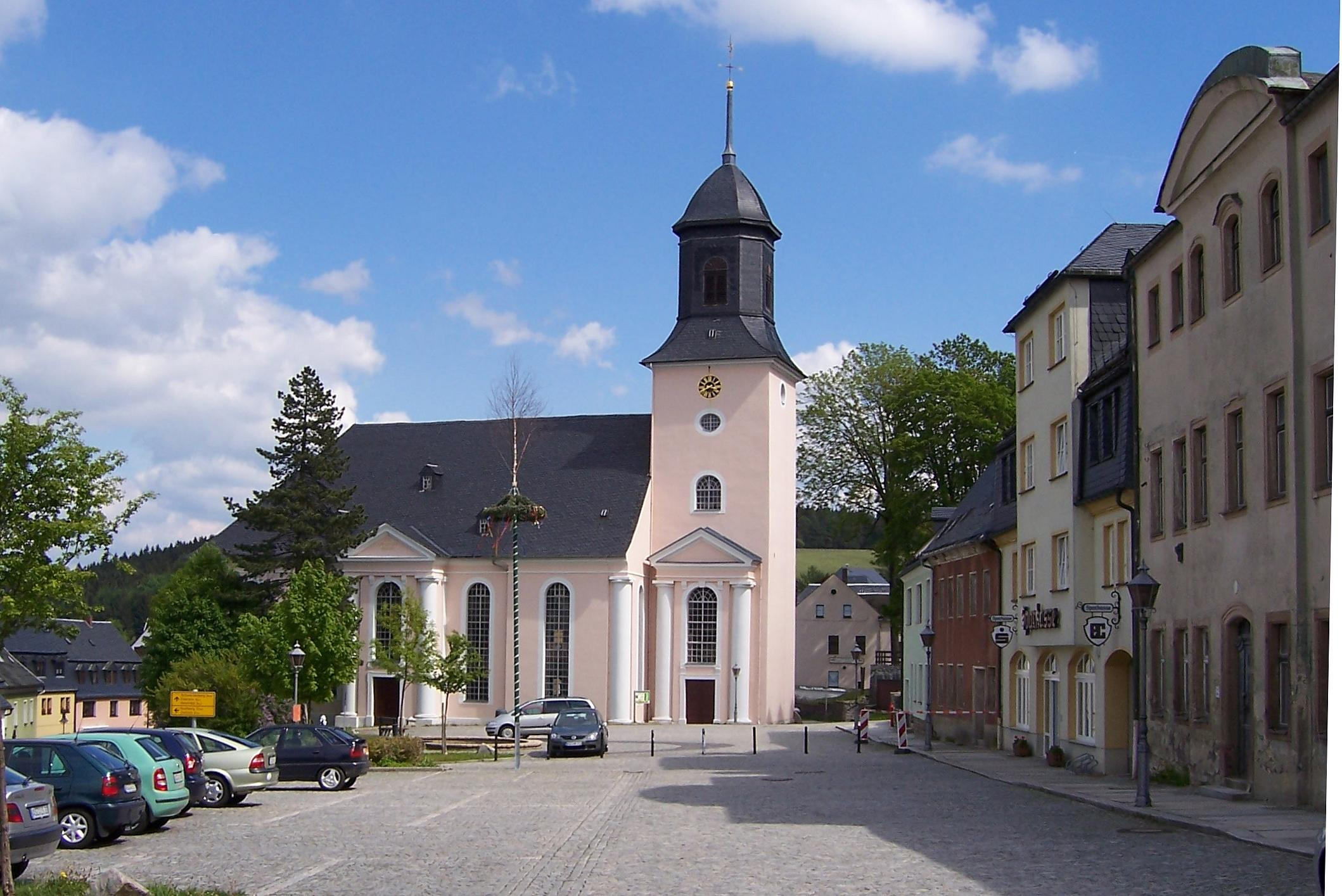
kerk in Grunhain

- Natuur- en wildpark in Waschleithe

## Stedenband
De stad Grünhain heeft een stedenband met de voormalige Zuid-Hollandse gemeente De Lier, thans (een plaats in de) gemeente Westland.
Amtsberg · Annaberg-Buchholz · Aue-Bad Schlema · Auerbach · Bärenstein · Bockau · Börnichen/Erzgeb. · Breitenbrunn/Erzgeb. · Burkhardtsdorf · Crottendorf · Deutschneudorf · Drebach · Ehrenfriedersdorf · Eibenstock · Elterlein · Gelenau/Erzgeb. · Geyer · Gornau · Gornsdorf · Großolbersdorf · Großrückerswalde · Grünhain-Beierfeld · Grünhainichen · Heidersdorf · Hohndorf · Jahnsdorf/Erzgeb. · Johanngeorgenstadt · Jöhstadt · Königswalde · Lauter-Bernsbach · Lößnitz · Lugau · Marienberg · Mildenau · Neukirchen/Erzgeb. · Niederdorf · Niederwürschnitz · Oberwiesenthal · Oelsnitz/Erzgeb. · Olbernhau · Pfaffroda · Pockau-Lengefeld · Raschau-Markersbach · Scheibenberg · Schlettau · Schneeberg · Schönheide · Schwarzenberg · Sehmatal · Seiffen/Erzgeb. · Stollberg/Erzgeb. · Stützengrün · Tannenberg · Thalheim · Thermalbad Wiesenbad · Thum · Wolkenstein · Zschopau · Zschorlau · Zwönitz